# Grenspaal (Lebbeke)
De grenspaal (ook: Vlaamse staak) is een object in de Oost-Vlaamse plaats Lebbeke, gelegen aan de Brusselsesteenweg.
De zuil werd opgericht aan de Klokbeek, waar de provinciegrens verloopt.
De provincie Oost-Vlaanderen plaatste mogelijk al in de Hollandse periode (1814-1830) grenspalen die de provinciegrens aangaven. Deze "grensovergangen" werden voorzien van arduinen zuilen. Een veertiental van deze grenspalen is nog aanwezig.
Oorspronkelijk had de zuil het opschrift: Separation de la Flandre Oriëntale en du Brabant Méridional, verwijzend naar de Hollandse periode waar de (nu Belgische) provincie Zuid-Brabant onderscheiden werd van Noord-Brabant. Ondertussen werd de Franstalige tekst door een Nederlandstalige vervangen: Brabant-Oost-Vlaanderen. Dit zou zijn gebeurd in 1935-1936 door toedoen van overijverige studenten.
De zuil werd in 2000 door een autobotsing zwaar beschadigd, gerestaureerd en in 2003 opnieuw, op een vernieuwde sokkel, opgericht.